# José Patricio Guggiari
José Patricio Guggiari Corniglione (Asunción, 17 marzo 1884 – Buenos Aires, 30 ottobre 1957) è stato un politico paraguaiano liberale.
Fu presidente del Paraguay dal 15 agosto 1928 al 26 ottobre 1931, quando si autosospese, per poi riprendere la carica dal 28 gennaio al 15 agosto 1932.
Era figlio di emigrati svizzeri provenienti 
da  Savosa, nel Canton Ticino. Laureato in Giurisprudenza e Scienze Sociali (1910), Guggiari ricoprì alcuni incarichi amministrativi. Aderì alla rivoluzione liberale del 1904, e fuggì in Argentina dopo il suo fallimento iniziale. Deputato (1913) e presidente della Camera dei Deputati (1918), ministro dell'Interno con Manuel Gondra (1920), divenne capo del Partido Liberal (1923-1928).
Durante il suo mandato presidenziale fu organizzato il Consiglio Nazionale di Difesa e furono riorganizzati i piani di studio del Colegio Nacional e dell'Escuela Superior de Guerra. Il 23 ottobre 1931 una manifestazione studentesca fu dispersa con la forza davanti al Palacio de Gobierno, causando diversi morti e feriti: Guggiari trasferì i poteri al vicepresidente Emiliano González Navero per essere giudicato dal Congresso Nazionale, a lui favorevole. L'opposizione non partecipò al dibattito in segno di protesta, perciò il Congresso assolse Guggiari (17 gennaio 1932) e lui poté tornare ad occupare la carica fino alla fine del mandato.